# Перуансько-чилійські відносини
Перуансько-чилійські відносини – двосторонні дипломатичні відносини між Перу та Чилі. Протяжність державного кордону між країнами становить 168 км.

## Історія
Відносини між цими країнами затьмарює давня прикордонна суперечка. З 1836 по 1839 країни перебували в стані війни, що закінчилася перемогою Чилі і розпадом Конфедерації Перу і Болівії. У лютому 1879 року війська Чилі напали на Болівію. Перу, яке мало з Болівією договір про взаємодопомогу, вступило у війну у квітні того ж року. Пануючи на морі, чилійці до кінця року окупували болівійське узбережжя та перуанську провінцію Тарапака. 12 червня 1883 року уряд Перу був змушений підписати договір про передачу Чилі провінції Тарапака.
У 1883 був підписаний мирний договір між Перу і Чилі, але делімітація сухопутного кордону відбулася тільки в 1929, а морська частина кордону залишилася предметом суперечок протягом десятиліть. Незважаючи на існуючі протиріччя, 2009 року країни підписали угоду про вільну торгівлю, що призвело до зростання товарообігу. У 2012 році Перу та Чилі стали членами торгового блоку Тихоокеанський альянс, до якого також увійшли Мексика та Колумбія.

## Економіка
У 2012 році Перу було четвертим за величиною отримувачем чилійських інвестицій у світі. Чилійські компанії інвестували в економіку Перу 13,6 млрд. доларів США, в основному в сектор роздрібної торгівлі та послуг. Перуанські інвестиції в економіку Чилі скромніші, але демонструють стійке зростання. Близько 90000 чоловік у Перу працюють у чилійських компаніях, а також у Чилі проживає близько 150 000 перуанців.